# Greta Ferušić
Greta Ferušić Weinfeld (Novi Sad, 26 giugno 1924 – Sarajevo, 24 gennaio 2022) è stata una superstite dell'Olocausto bosniaca, preside della facoltà di architettura all'Università di Sarajevo.
Fu l'unica donna bosniaca sopravvissuta ad Auschwitz e l'unica persona al mondo a sopravvivere sia ad Auschwitz che all'assedio di Sarajevo.

## Biografia
Greta Ferušić nacque e crebbe a Novi Sad, da una famiglia ebrea. Aveva 14 o 15 anni quando lei, i suoi genitori, due zie e uno zio furono mandati nell'aprile 1944 ad Auschwitz. Quando il campo fu liberato dall'Armata Rossa il 27 gennaio 1945, pesava 33 chilogrammi (73 lb). Fu l'unico membro della sua famiglia a sopravvivere all'Olocausto.

### Dopo l'Olocausto
Dopo la guerra, tornò in Jugoslavia e inizia a studiare Architettura a Belgrado, poi a Parigi. Dopo aver terminato gli studi, tornò in Jugoslavia dove sposò Seid Ferušić, un bosniaco laico, e si trasferì nella sua città natale di Sarajevo nel 1952. Ha fatto domanda per diventare assistente presso l'Università di Sarajevo, dove ha anche continuato i suoi studi. In seguito divenne la prima donna a laurearsi lì. In seguito divenne professoressa presso la Facoltà di Architettura, poi fu nominata preside e diresse vari progetti di infrastrutture nella repubblica.

### Assedio di Sarajevo
Rifiutando di essere dislocata quando iniziò l'assedio di Sarajevo nell'aprile 1992, Greta e suo marito parteciparono al destino della loro città, ma insistettero affinché il figlio, sua moglie e i loro figli lasciassero la città quando un convoglio straordinario per l'evacuazione degli ebrei della città è stato organizzato il 15 novembre 1992 dall'American Jewish Joint Distribution Committee. È stata intervistata per il canale televisivo bosniaco Hayat TV nel 1994 per un documentario intitolato Od Auschwitza do Sarajeva ("Da Auschwitz a Sarajevo").
Nel febbraio 2004, Ferušić ha ricevuto la Croce polacca di Auschwitz (Krzyż Oświęcimski), una decorazione polacca assegnata in onore dei sopravvissuti ai campi di concentramento nazisti. È stata l'ultima persona a ricevere questa medaglia.

### Greta
Nel 1997, Haris Pašović ha prodotto e diretto un film biografico, Greta, su di lei. I produttori del film hanno ricevuto una sovvenzione dalla Charles Stewart Mott Foundation per trasformarlo dal formato video in un formato cinematografico professionale da 35 mm. Il film è stato proiettato in diversi festival cinematografici, come Avignone, New York, Londra, Amsterdam, San Francisco, Roma, Stoccolma, Sarajevo, Lubiana e altri.

### Morte
Greta Ferušić è morta il 24 gennaio 2022, all'età di 97 anni.